# Serge Raynaud de la Ferriere
Serge Raynaud de la Ferriere (Parigi, 18 gennaio 1916 – Nizza, 1962) è stato un esoterista e filosofo francese.
È noto per avere fondato l'organizzazione denominata Grande fraternità universale.

## Biografia
Nato in Francia, studia in Belgio e visita diversi ambienti esoterici europei . In Svizzera viene iniziato alla massoneria.
Un esoterista che si fa chiamare Sun Wu Kung nomina Raynaud de la Ferriere Supremo Reggente dell'Ordine di Aquarius . Si reca quindi in Venezuela dove fonda un ashram vicino Maracay. Nel 1948 a Caracas fonda la "Grande fraternità universale" insieme al suo discepolo José Manuel Estrada (un sindacalista legato ad ambienti massonici).
Dopo di un soggiorno ininterrotto di 17 mesi in Venezuela, nel 1949 andò a New York. In seguito partì per l'Asia passando prima per Bruxelles e Francia.
Nei suoi molti libri è contenuta la matesi (pratica della sintesi), via verso l'autocoscienza e autorealizzazione.